# داریوش زند
داریوش زند آبدار (زاده ۱۳۷۱ بهبهان) فعال اجتماعی و زندانی سیاسی سابق در ایران است.

## دستگیری و محاکمه
داریوش زند چند بار توسط سازمان اطلاعات سپاه و وزارت اطلاعات بازداشت شد. از جمله در اعتراضات دی ۱۳۹۶ ایران در خیابان کارگر شمالی توسط مأمورین لباس شخصی اطلاعات سپاه مورد ضرب و شتم قرار گرفت و بازداشت شد.
او ابتدا به مقر مخفی بند ۱ الف سپاه ثارالله در شرق تهران منتقل شد و سپس به زندان اوین، بند ۴ منتقل شد. او پس از ۸ روز با قید قرار ضمانت از بند ۴ زندان اوین آزاد شد.
او طی نامه‌ای سرگشاده‌ای به حسن روحانی، رئیس‌جمهور توضیح می‌دهد که مردم در تظاهرات خود هیچ سلاح گرم و سرد به همراه نداشتند و جز مطالبات برحق خود چیزی نگفته‌اند. اما لباس‌شخصی‌ها و گارد ویژه با گسترش جوّ به شدت امنیتی به هر شکلی که می‌توانستند مردم را سرکوب کردند.
چند روز پس از انتشار این نامه داریوش زند بار دیگر در تاریخ ۱۲ بهمن ۱۳۹۶ در شهر بهبهان به همراه همسرش شیما بابایی بازداشت شدند. هر دو نخست به زندان اطلاعات اهواز و سپس به زندان اوین، بند ۲۰۹، منتقل شدند.
پس از دستگیری چند فعال مدنی و کنشگر سیاسی، از جمله داریوش زند، در گزارشی که آیدا قجر در «ایران وایر» منتشر کرد ضمن تشریح این دستگیری‌ها از گفت‌وگوی نسرین ستوده با خانواده زندانیان نیز نوشت. عفو بین‌الملل با صدور بیانیه‌ای فوری نسبت به شرایط نگهداری داریوش زند در بند ۲۰۹ زندان اوین اعلام نگرانی کرد. سرانجام داریوش زند در تاریخ ۱۲ بهمن ۱۳۹۶ با قرار وثیقه از زندان اوین آزاد شد.
پس از مدتی داریوش زند و همسرش شیما بابایی به دادسرای امنیت شهید مقدسی اوین خوانده شدند و در آن‌جا حکم ممنوعیت خروج از کشور به آن‌ها ابلاغ شد.
https://www.kampain.info/archive/19145.htm
داریوش زند در فرودین ۱۳۹۷ دادگاه انقلاب به ریاست قاضی مقیسه به اتهام «اجتماع و تبانی علیه امنیت ملی» و «تبلیغ علیه نظام» جمعاً به ۶ سال حبس محکوم شد. داریوش زند به همراه چند هم پرونده ای دیگر در دادگاه به برنامه‌ریزی برای براندازی نظام جمهوری اسلامی در دهه فجر متهم شدند.
این حکم در دادگاه تجدیدنظر عیناً تأیید شد.

## خروج از ایران
داریوش زند و همسرش شیما بابایی پس از احضار و فشارهای وزارت اطلاعات به صورت غیرقانونی از کشور خارج شدند و به ترکیه گریختند. آن‌ها مدت یک ماه را در کمپ دیپورت ترکیه گذراندند.
سرانجام پس از دو سال به علت تهدیدها و ناامن بودن شرایط به همراه همسرش شیما بابایی با دریافت ویزای حقوق بشری از دولت بلژیک به بلژیک رفتند و هم‌اکنون در این کشور اقامت دارند.
داریوش زند مدتی نیز به عنوان گزارشگر سازمان حقوق بشر ایران در این سازمان مشغول به فعالیت بود و دربارهٔ نقض حقوق بشر در ایران گزارش می‌نوشت. از جمله «مأمورین امنیتی پس از ۹ روز ساعت ۱۱ شب جنازه آرمان را برایمان آوردند!»
خواهر امیرحسین کبیری: «ما دیه نمی‌خواهیم، ما خواهان مجازات قاتل برادرم هستیم»